# Bifobi
Bifobi er irrationel frygt og intolerance overfor biseksuelle.
Den kan manifestere sig på mange måder, blandt andet ved insisteren på at biseksuelle slet ikke eksisterer, ved f.eks. meningsdannelse om at det nok bare er en fase. Det bør dog bemærkes, at det er uvist om bifobi, såvel som homofobi, egentlig er en virkelig fobi.